# 編集権声明
編集権声明（へんしゅうけんせいめい）は、1948年3月16日に日本新聞協会が出した、新聞の編集する権限である編集権などについての声明。新聞編集権の確保に関する声明（しんぶんへんしゅうけんのかくほにかんするせいめい）とも。戦後の日本の新聞社の、記事の編集方針を示したものとされる。新聞社が記者全員に配る『取材と報道』に現在でも掲載される重要指針。
「新聞編集に必要な一切の管理を行なう権能」である編集権の行使者は、「経営管理者およびその委託を受けた編集管理者に限られる」とするものであり、これは新聞による報道への外部からの介入を防ぐものであると同時に、個々の記者などが持つ経営陣からの独立した権限を制限するものであった。背景に、占領下の日本において、労働組合の経営陣との対立やプレス・コードとの兼ね合いといった問題点を起点として、過度な民主化が新聞社統制への障害になる懸念をGHQが持ったことがあるとされ、そのような時代背景の中で、編集権の概念が「きわめて政治的な機能を持った規制力」として受容された。